# 大衛·華格納
大衛·華格納（英語：David Wagner，1971年10月19日—）是一名德國裔兼美國裔雙重國籍退役足球員，場上司職前鋒，曾效力多支德國球隊，包括緬恩斯﹑沙爾克04﹑居特斯洛和達斯泰特等。華格納的父親是美國人，母親是德國人，而在德國成長。
華格納退役後擔任教練工作，曾執教多特蒙德二队及英超球會哈德斯菲尔德的主教練。

## 生平

### 球員
國家隊
華格納獲得史浩克04的隊友，同為美裔德國人的湯馬斯·杜利（Thomas Dooley）的引荐，於1996年獲得時任主帥史堤夫·森遜（Steve Sampson）的徵召加入美國國家隊。華格納持有美國護照，但曾代表德國U18和U21上陣。
1997年4月當加拿大於1998年世界盃外圍賽負於美國後，加拿大足球協會以有份參賽的華格納曾代表德國青年隊參加國際賽，不符合代表美國資格為由，向國際足協投訴。同年5月2日國際足協宣佈基於華格納參加德國青年隊的賽事只是友誼賽，故此符合代表美國資格。

### 教練
華格納受僱擔任多特蒙德二队的主帥，於2011年7月1日正式上任。2015年華格納離任，有傳聞他會加入前多蒙特教頭克洛普任教的利物浦的教練團，但最終加盟英冠球會哈德斯菲爾德擔任主教練。

## 榮譽
史浩克04
- 歐洲足協盃：1996/97年；

## 外部連結
- worldfootball.net：大衛·華格納之統計數據 （英文）
- Spielerprofil im Archiv von fsv05.de （页面存档备份，存于）